# Mireuksa
Mireuksa (미륵사) war der größte buddhistischer Tempel des Königreichs Baekje (백제), das von 57 v. Chr. bis 668 n. Chr. im Südwesten der koreanischen Halbinsel existierte. Die Ursprünge des Tempels, der als sogenannter Reichstempel angesehen wird, gehen auf den König Mu (무), den 30. Herrscher des Königreichs Baekje, zurück, der den Tempel 639 n. Chr. errichten ließ.

## Geographie

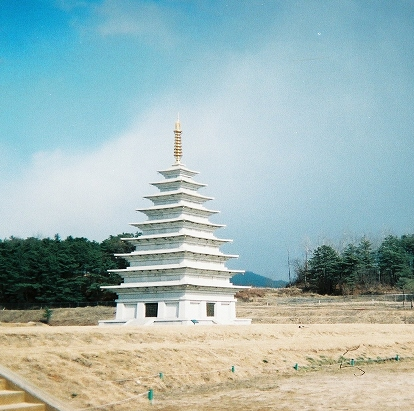
Rekonstruierte Steinpagode des Tempels

Die Tempelanlage befindet sich in Mireuksaji-ro (미륵사지로), rund 10 km nordöstlich der Stadt Iksan (익산시) in der Provinz Jeollabuk-do (전라북도) in Südkorea. Das 12,07 Hektar große Areal, auf dem sich der Tempel befand, ist nach Südsüdwesten ausgerichtet und liegt zwischen zwei südlichen Ausläufern des rund 400 m hohen Yonghwa-san (용화산). Um die Tempelanlage, die eine Länge von dem Haupteingang bis zur Studierhalle von 134 m und eine Breite von über die Flügel 172 m maß hat, wurde eine 53,76 Hektar große Schutzzone gelegt.

## Geschichte

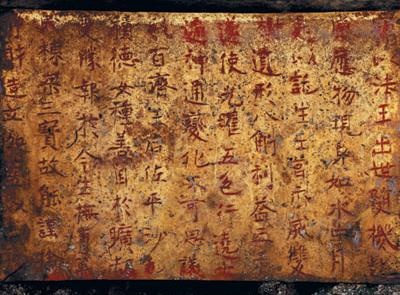
Die goldene Einschreinungstafel (Bongangi) wurde im Januar 2009 in der westlichen Pagode gefunden

Wie einer im Januar 2009 in der Pagode entdeckten goldenen Einschreinungstafel (Bongangi (봉강이)) zweifelsfrei zu entnehmen war, wurde der Tempel 639 n. Chr. von König Mu als Reichstempel gegründet. Damit verbunden war die Fürbitte, dass es dem Königreich Baekje gut gehen solle. Der Tempel wurde gebaut, da König Mu neben dem in Buyeo (부여) einen zweiten Palast in Iksan errichten ließ und die Stadt Iksan zur zweiten Hauptstadt machte. Entsprechend einer Legende, die in der Sammlung Samgukyusa (삼국유사) zu finden ist, soll König Mu mit seiner Gemahlin auf einer Reise zu einem Tempel am Teich des Berges Yonghwa-san dem Mireuk-Buddha und zwei Bodhisattvas begegnet sein und ließ auf Wunsch seiner Gemahlin an dem Ort der Begegnung den Tempel erbauen.
Der Tempel überstand den Zusammenbruch des Baekje-Reichs im Jahr 660 n. Chr. und war auch während der Zeit des Vereinigten Silla-Reichs (676–935) Zentrum religiösen Lebens. Grabungen belegen, dass die Tempelanlage auch über die Zeit des Goryeo-Reichs (918–1392) Bestand hatte. Dies sollte sich in der Joseon-Zeit (1392–1910) ändern. Der in dieser Zeit als "Staatsreligion" aufkommende Konfuzianismus drängte den buddhistischen Glauben etwas in den Hintergrund, was auch in einer Verkleinerung der Tempelanlage zum Ausdruck kam. Wissenschaftler gehen allerdings davon aus, dass der Tempel zwischen dem 16. und 17. Jahrhundert geschlossen wurde und danach langsam verfiel. Die Holzbauten überdauerten die Jahrhunderte nicht, lediglich die westliche Pagode blieb bis in das 20. Jahrhundert hinein als Ruine erhalten, zu Anfang als halbseitig eingestürzte Pagode inmitten von Reisfeldern, später als zusammengefallener Steinhaufen. Diese Steinpagode, die 1915 erstmals während der japanischen Kolonialherrschaft notdürftig vor dem Verfall gesichert wurde und von 1978 bis 1989 erstmals untersucht wurde, wurde ab 2001 in einem über die Pagode errichteten Gebäude Stück für Stück abgetragen, katalogisiert und detailliert untersucht. Als man am 14. Januar 2009 den Unterbau freilegte, stieß man auf die sogenannte Sari-Kammer, die unversehrte Schätze zum Vorschein brachte, darunter die goldene Einschreinungstafel (Bongangi) (봉강이). Diese Tafel, mit chinesischen Schriftzeichen versehen, ließ aufgrund der darauf geschriebenen Texte erstmals eine eindeutige zeitliche Einordnung der Entstehung des Tempels zu.

## Anlage
Die Tempelanlage besteht in ihrer heutigen Form aus dem durch archäologische Grabungen freigelegten Grundriss der Gebäude, den Überresten der westlichen Pagode, um die ein Gebäude zum Schutz und zur Erforschung errichtet wurde, der rekonstruierten und mit neuzeitlichen Materialien errichteten östlichen Pagode und den beiden steinernen Flaggenmasten, die früher das buddhistische Flaggensymbol hielten.
Der Tempel bestand ursprünglich aus drei Pagoden, von denen zwei in Stein ausgeführt waren und die größere dritte aus Holz, des Weiteren aus dem großen Gebetshaus hinter der großen Pagode und den beiden kleinen Gebetshäusern jeweils hinter den Steinpagoden, der Vorlesungshalle und den das Tempelgelände umringenden Gebäude mit Schlafkammern für die Mönche, Wirtschaftsräumen und vielen weiteren Nutzräumen. Südlich befand sich zentriert ausgerichtet das Gebäude mit dem Haupttor als Haupteingang, nach dessen Durchschreitung man auf die große neunstöckige Holzpagode stieß. Der westlichen und östlichen Steinpagode gegenüber befanden sich ebenfalls an der Südseite zwei kleinere Tore, die das Haupttor in gebührender Entfernung flankierten. Durch diese Anordnung entstanden vier Innenhöfe, von denen drei nebeneinander angeordnet die Pagoden und die Gebetshäuser enthielten und ein größerer großzügigerer Hof sich nördlich dahinter befand, an dessen Ende die Vorlesungshalle lag.

## Archäologische Funde
Bei der schrittweisen Abtragung der Steine der westlichen Pagode, die im Januar 2001 begann, machten die Archäologen am 14. Januar 2009 schließlich einige spektakuläre Funde. Neben der schon erwähnten goldenen Einschreinungstafel befanden sich in der sogenannten Sari-Kammer des ersten Stockwerks zwei vergoldete Bronzekrüge, sechs Behälter aus Silber, zwei Dolche, eine goldene Pinzette, silberner Kronenschmuck, dünne Goldplättchen mit den Inschriften der Spender und verschiedene Arten von Perlen. Insgesamt wurden rund 500 Relikte in der Kammer gefunden, die rund 1370 Jahre dort überdauert haben.

## Weltkulturerbe
Das gesamte Gelände der ehemaligen Tempelanlage wurde im Juni 1966 als historischer Ort Nummer 150 registriert. Die westliche Steinpagode wurde bereits im Dezember 1962 zum Nationalheiligtum erhoben und bekam die Registriernummer 11. Der Flaggenmast wurde mit der Nummer 236 im Januar 1963 registriert. Am 4. Juli 2015 wurde die Tempelanlage Mireuksa zusammen mit anderen historischen Stätten aus der Zeit des Baekje-Königreichs unter dem Titel: „Baekje Historic Areas“ von der UNESCO in die Liste der Weltkulturerbe aufgenommen.

## Museum
Direkt neben dem Gelände der ehemaligen Tempelanlage befindet sich westlich davon das Mireuksaji Relics Exhibition Museum. Es wurde im Mai 1997 eröffnet und beherbergt über 19.300 Relikte, die bei Grabungen in dem Gebiet des Tempels gefunden wurden und aus den verschiedenen Epochen seit der Gründung des Tempels im 7. Jahrhundert bis zum 17. Jahrhundert, als dieser geschlossen wurde. Das Museum bietet außerdem im Sommer in speziellen Kulturklassen Unterricht für Kinder der Grund- bis Mittelschule an und ebenfalls Seminare für Lehrer mit den Themen Kultur und Geschichte. An Samstagen können sich die Bürger der Stadt bilden.